# レイナ (韓国の歌手)
レイナ（레이나、萊娜、Raina、1989年5月7日 - ）は、韓国の女性歌手、アイドル、女優、モデル。慶尚南道・蔚山広域市出身。
本名：オ・ヒェリン（오혜린、吳惠麟、Oh Hye Rin）。女性アイドルグループAFTERSCHOOLおよびその派生ユニットOrange Caramelのメンバー。ソロ歌手や女優、モデルとしての幅広く芸能活動も行っているが、2019年12月27日をもってPLEDISエンターテインメントとの専属契約満了で退社。

## ディスコグラフィ

### デジタルシングル
- 2014年10月8日「Reset」
- 2015年11月24日「모르겠다」
- 2017年7月31日「밥 영화 카페」

### コラボレーション
- 2014年6月12日「한여름밤의 꿀」
- 2015年4月24日「이상하자」
- 2015年8月18日「XXX」
- 2016年6月17日「달고나」

## 受賞歴
| 年     | 内容 |
| ------ | --- |
| 2014年 | - 第6回MelonMusicAward - ミュージックスタイル賞                                                                 |
| 2015年 | - 第24回ソウル歌謡大賞 - ヒップホップ賞 - 第7回ガオンチャートミュージックアワード - 今年の歌手賞（音源部門7月） |